# Tatoeage

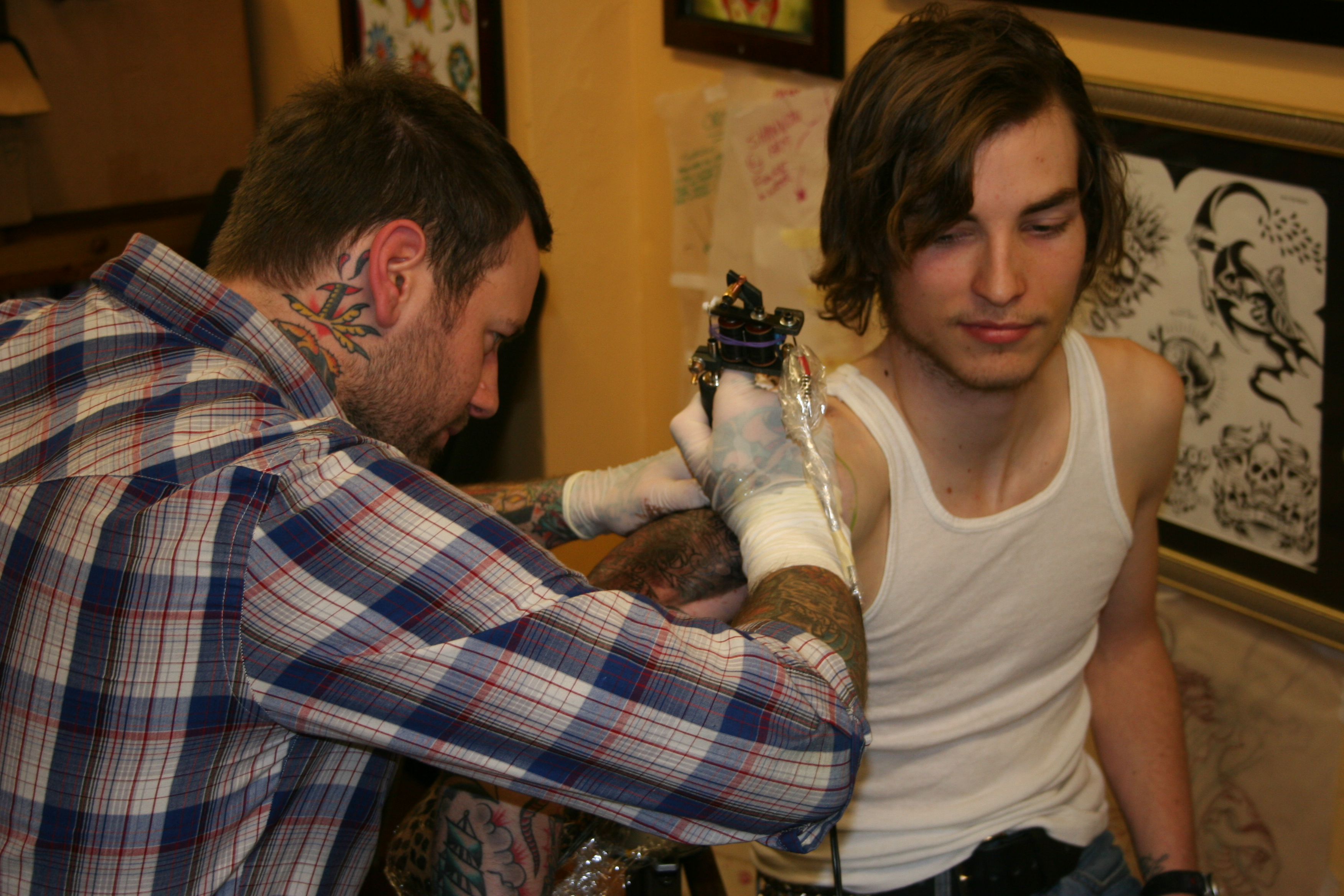
Aanbrengen van een tatoeage

Een tatoeage (ook: tatoeëring of het Engelse tattoo) is een permanente versiering van het lichaam, meestal met onder de opperhuid aangebrachte inkt. Ook tatoeage met littekens komt voor.
De term tatoeage komt waarschijnlijk van het Tahitiaanse woord tatu of tattau, dat streep, vlek of markering betekent. Hoewel een tatoeage permanent is, kan een tatoeage verwijderd worden.

## Aanbrengen van tatoeages

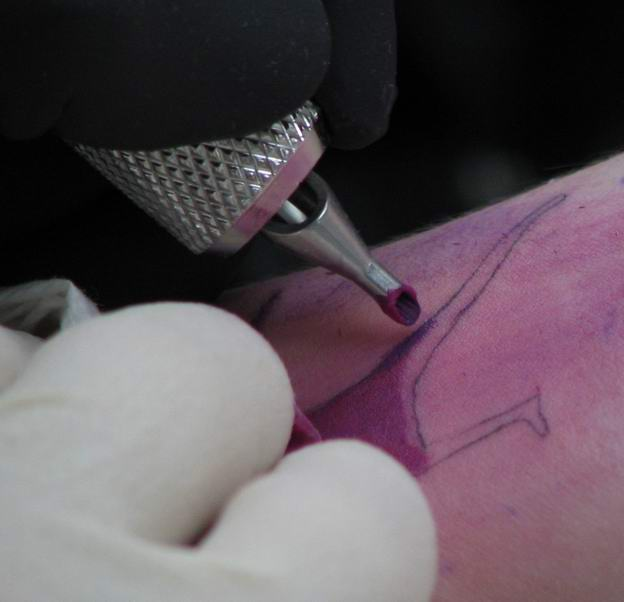
Aanbrengen van een tatoeage

Tatoeages worden aangebracht door een van inkt voorziene tatoeage-naald door de lederhuid te prikken. Een tatoeëerder gebruikt hiervoor over het algemeen een tatoeëermachine met speciale tatoeëerinkt. Doe-het-zelvers gebruiken een enkele naald met draad om de punt gedraaid, en Oost-Indische inkt. Bij het aanbrengen van een tatoeage moeten voldoende hygiënische maatregelen genomen worden, zoals het gebruik van steriele materialen. De huid wordt doorprikt door middel van een of meerdere naalden die meer dan 100 keer per seconde op en neer gaan en zo de tekening onder de huid zetten.

## Geschiedenis
Ötzi, de ijsmummie uit de Alpen, die zo'n 5350 jaar geleden leefde, had zo'n 61 tatoeëringen. Er zijn tatoeages op Egyptische mummies gevonden, die van 2000 voor Christus dateren. Ook de Oekokprinses droeg tatoeages. In de klassieken wordt er gerefereerd aan tatoeages bij de oude Grieken, de Germanen en nog meer volkeren.
De filosoof Plato was een voorstander van tatoeages, maar alleen om dieven en heiligschenners mee te bekladden en ze daarna te verbannen.
De huidige Europeanen ontdekten de techniek van de tatoeage bij de Austronesische volkeren: Polynesiërs waaronder de Maori(Nieuw-Zeeland), de oorspronkelijke bewoners van Taiwan, kustgebied Zuid-China, Maritiem Zuidoost-Azië, Micronesië, de kust van Papoea-Nieuw-Guinea, de eilanden van Melanesië en Madagaskar. 
Maar ook voor de oorspronkelijke Amerikanen(indianen) en Precolumbiaanse beschavingen(Latijns-Amerika), de bewoners van Rapa Nui(Paaseiland), de Aino in Japan, de Berbervrouwen uit Noord-Afrika was en is tatoeëren nog steeds een onderdeel van hun cultuur.
Tot enkele decennia geleden werden tatoeages in Nederland vooral gedragen door zeelieden en soldaten en vrijwel niet door vrouwen. Tegenwoordig hebben meer mensen tatoeages, zowel mannen als vrouwen.

## Redenen om een tatoeage aan te brengen

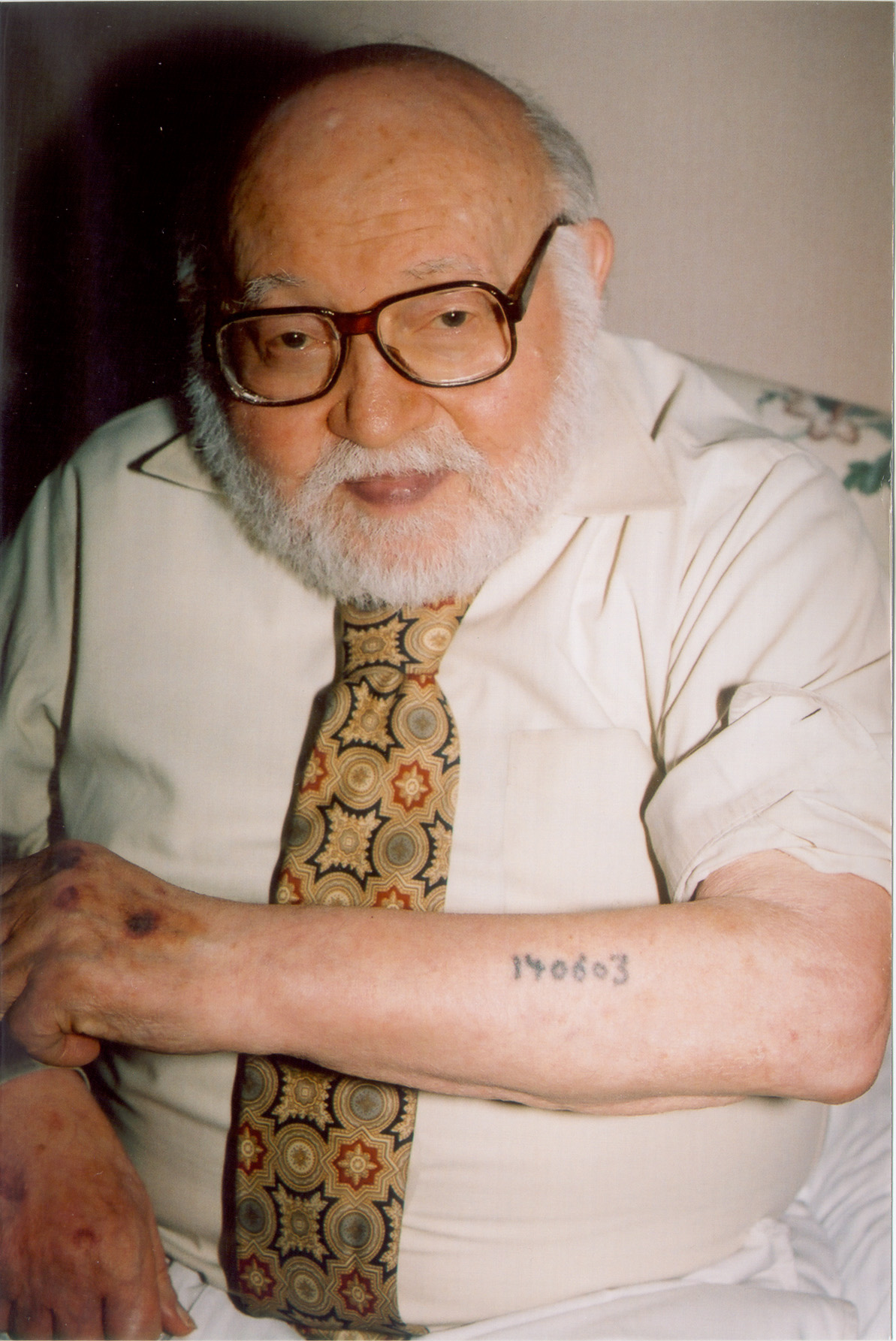
Tatoeage uit het concentratiekamp Auschwitz

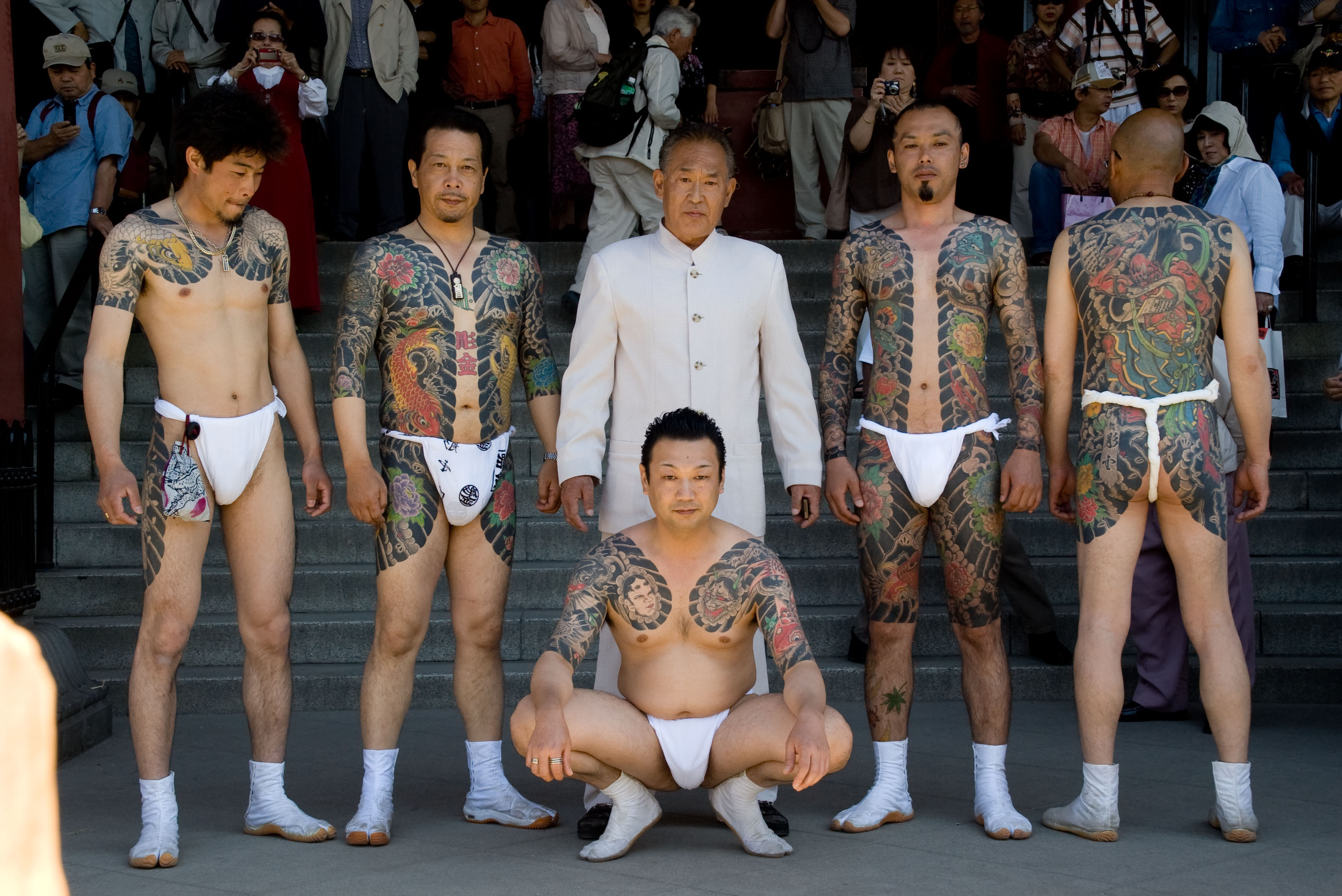
Traditionele Japanse tatoeages zoals gebruikelijk bij de Yakuza

Tatoeages worden aangebracht om zeer verschillende redenen:
- esthetisch: de tatoeage wordt als een sieraad voor het lichaam beschouwd.
- status: de omgeving van de drager (en de drager zelf) ontleent een bepaalde waarde aan de tatoeage, zoals bij de Nieuw-Zeelandse Maori de Tā moko.
- volwassenwording: In een aantal culturen is het gebruikelijk dat een persoon zich bij het bereiken van de puberteit laat tatoeëren.
- identificatie: de drager hoopt aan de hand van zijn tatoeage te worden herkend, na bijvoorbeeld verdrinking. Dit was de gebruikelijke reden voor zeelui. Tijdens de Tweede Wereldoorlog kregen de meeste gevangenen in Auschwitz een identificatienummer op de arm getatoeëerd.
- medisch: de drager hoopt gevrijwaard te blijven van bepaalde ziekten door het dragen van een tatoeage. Zo had Ötzi tatoeages op gewrichten, reden waarom men vermoedt dat hij aan artrose leed. Bij leden van de SS, het elitekorps van nazi-Duitsland, werd de bloedgroep onder de oksel van de linkerarm getatoeëerd.
- cosmetisch: littekens, brandwonden of wijnvlekken kunnen door middel van tatoeages minder opvallend gemaakt worden. Ook worden verloren gegane wenkbrauwen vervangen door tatoeages.
- intimidatie: de drager geeft aan lid te zijn van een bepaalde criminele organisatie zoals de Yakuza in Japan. Soms heeft de tatoeage binnen het criminele milieu een specifieke betekenis; zo zou in bendes in de Verenigde Staten en Canada een tatoeage op het gezicht in de vorm van een traan het teken zijn dat men een lid van een rivaliserende bende zou hebben gedood.[2]
- het roer omgooien: Het maken van een nieuwe start in het leven is soms een reden om een tatoeage te laten zetten als teken van verandering.
- herinnering: Ter nagedachtenis wordt soms een overleden geliefde of huisdier afgebeeld. De inkt wordt hiervoor soms gemengd met fijngezeefde as uit het crematorium.[3]
- religie: In verschillende boeddhistische stromingen is het gebruikelijk dat een monnik een tatoeage in zijn nek (Sak yant) laat plaatsen ter aanduiding van de graad die of het niveau dat hij behaald heeft in zijn studie.
- bezit, bij sommige pooiers in diverse culturen worden prostituees getatoeëerd om te tonen dat deze persoon aan hen toebehoort en niet door een ander kan worden overgenomen.

## Bekende tatoeages
Bekende tatoeages zijn:

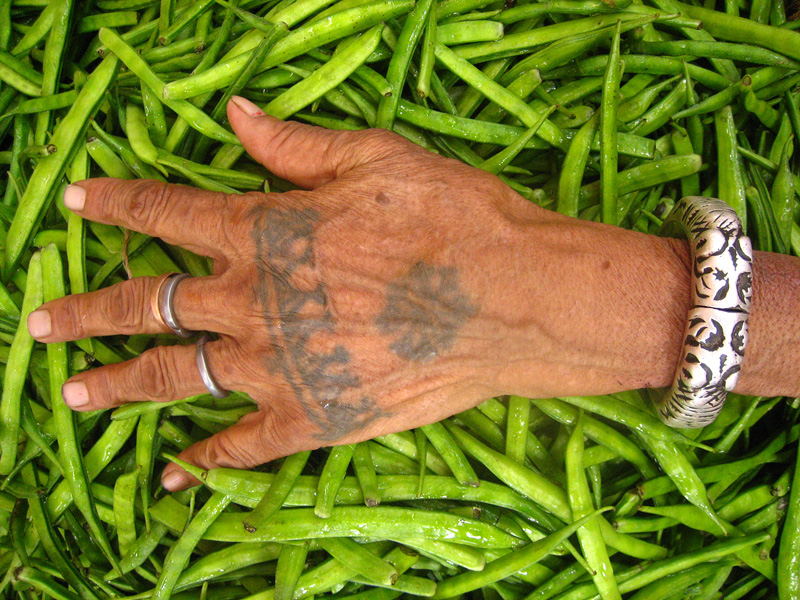
Een tribal-tattoo

- De Tribal, hierbij worden elementen uit de Maori-, Polynesische- of Indiaansecultuur, of een hieraan verwant lijnenpatroon, afgebeeld.
- De Lower back tattoo, waarbij een afbeelding op de onderrug wordt gemaakt. Deze plek wordt vooral door vrouwen gebruikt.
- De traan onder het oog, deze wordt gebruikt om rouw aan te geven, of binnen bepaalde bendes om aan te geven dat de drager iemand vermoord heeft.
- Drie of vijf punten tussen de duim en wijsvinger. Deze worden in het criminele milieu gebruikt en hebben verschillende betekenissen. Bij drie punten wordt ook geloof, hoop en liefde gebruikt als betekenis.
- Geloof, hoop en liefde bestaande uit een kruis, een anker en een hart. De tatoeage is gebaseerd op 1 Korinthiërs 13:13 en was vooral bij zeelui populair.[4]
- De blackout-tattoo, waarbij een groot deel van het lichaam, meestal een hele arm of been of groot deel van het bovenlichaam, zwart wordt gemaakt.

## Gevaren bij tatoeage
Het aanbrengen van tatoeages brengt verscheidene risico's met zich mee.
Ten eerste kunnen verschillende soorten infectieziekten overgebracht worden bij het tatoeëren. Deze veroorzaken voornamelijk oppervlakkige huidinfecties. Echter, ook gevaarlijke infecties kunnen worden overgedragen, zoals hepatitis (met name hepatitis C), tuberculose en hiv. Het micro-organisme kan worden overgebracht door onvoldoende hygiëne van de tatoeëerder of cliënt, besmette tatoeage-inkt of onzorgvuldige nazorg. In de praktijk is de daadwerkelijke bron van de infectie vaak niet te achterhalen.
Mensen met een hartziekte, auto-immuunziekte, medicatie om de afweer te onderdrukken, diabetes en ook bij zwangerschap wordt sterk afgeraden zich te laten tatoeëren. In de Verenigde Staten verbiedt het Rode Kruis mensen die zich minder dan een jaar geleden door een niet-professionele instelling hebben laten tatoeëren bloed af te staan. Bijna hetzelfde geldt voor Nederland: als je je aanmeldt als bloeddonor bij het Rode Kruis of bij Sanquin mag je geen tatoeage hebben die nog geen vier maanden oud is.
Bij een tatoeage of permanente make-up kan een allergische reactie ontstaan, een tattoo-allergie of tatoeage-allergie.

## Verwijderen
Niet zelden krijgt de drager van een tatoeage hier spijt van, bijvoorbeeld omdat hij wordt nagewezen, omdat hij niet meer behoort tot de club waar de tatoeage naar verwijst, of omdat de tatoeage hem beperkt bij het vinden van werk. Daarom willen mensen hun tatoeage verwijderen. Afgezien van operatieve of chemische verwijdering, zijn er diverse maskeermethoden. Hoewel laser-behandeling gezien wordt als verwijdermethode, is het niet duidelijk of de inkt daadwerkelijk afgevoerd wordt. Experimenteel akoestisch onderzoek laat zien dat tatoeageinkt reageert op ultrageluid.  Er zijn verschillende soorten commerciële lasers op de markt voor aanpassing, zoals de Quality-switched laser, kryptonlaser, CO2-laser en IPL-laser (intense pulsed lightning). Het verwijderen en maskeren van tatoeages dient vakkundig te gebeuren, omdat anders het risico bestaat dat er een brandwond ontstaat. Een tatoeage verwijderen is vaak een langdurig, duur en pijnlijk proces.

## Alternatieve vormen van tatoeage

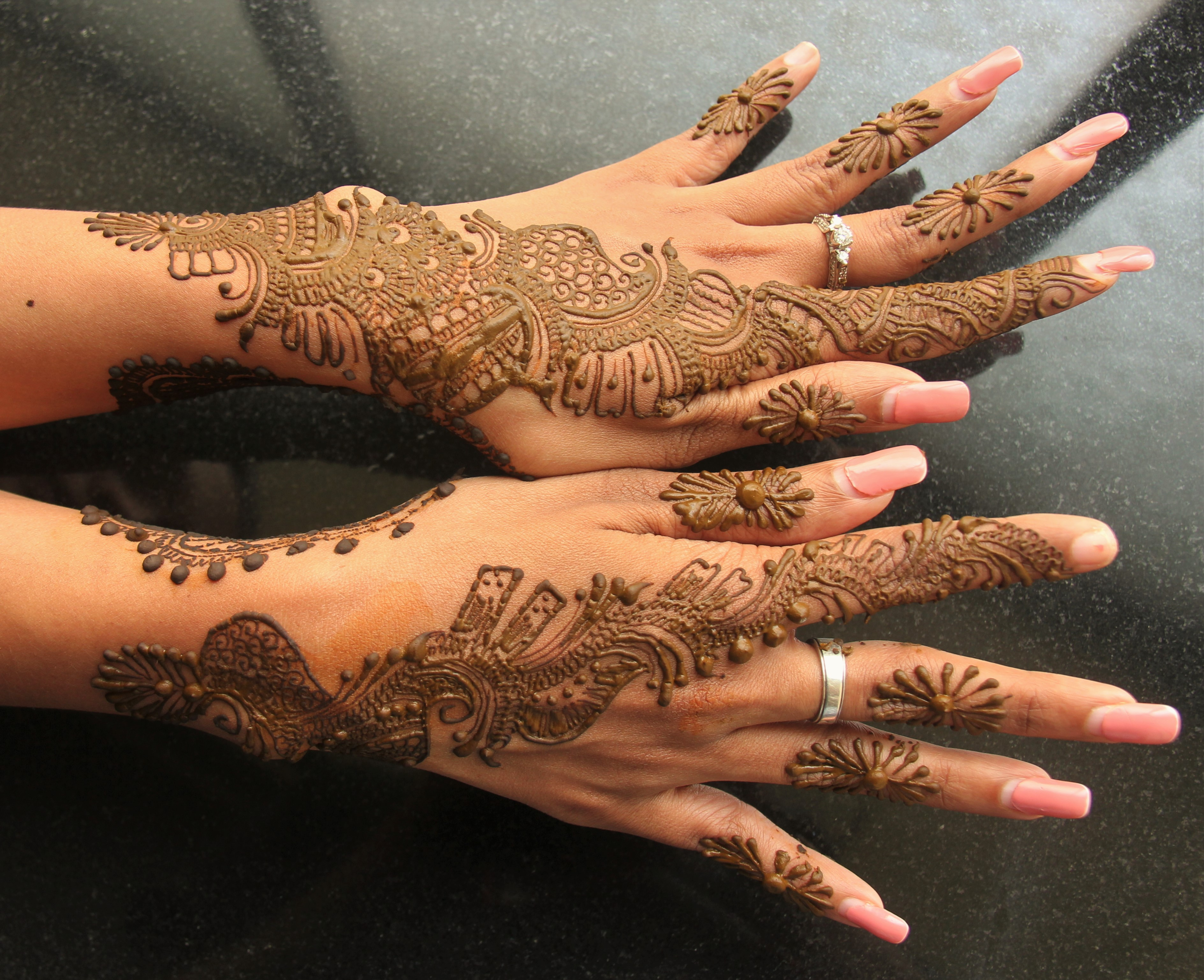
Hennatatoeage (Mehndi)

- Permanente make-up: wordt meestal in het gezicht gebruikt om wenkbrauwen, eyeliners en lipliners voor een periode van 1-2 jaar te pigmenteren.
- De hennatatoeage wordt met henna (een rode kleurstof) op de huid aangebracht. Wanneer men enkele dagen de tijd neemt om de kleurstof in de huid te laten trekken ontstaat een tekening die weken en soms zelfs maanden blijft zitten. Er bestaat ook zwarte henna. Deze stof trekt sneller in de huid maar brengt ook een gezondheidsrisico met zich mee.
- Een schutterstatoeage bestaat uit donkere vlekken op de hand, die ontstaan doordat iemand veelvuldig met een vuurwapen heeft geschoten waarbij kleine kruitresten met grote kracht in de huid werden gedrukt die uiteindelijk tot de vlekken hebben geleid. Vergelijkbaar hiermee is de mijnwerkerstatoeage, als gevolg van kolenstof dat in wondjes is gekomen. Rondom een schotwond bevindt zich soms ook een dergelijke tatoeage van kruitresten.

## Religieuze visie op tatoeage
De oude Egyptenaren gebruikten oorspronkelijk tatoeages om toewijding aan een god te tonen en men geloofde dat de tatoeages goddelijke bescherming uitstraalden. In het hindoeïsme, boeddhisme en neopaganisme worden tatoeages geaccepteerd. Zuidoost-Azië heeft een traditie van beschermende tatoeages, ook wel bekend als sak yant - of yantra-tatoeages met boeddhistische afbeeldingen, gebeden en symbolen. Afbeeldingen van de Boeddha of andere religieuze figuren hebben in sommige boeddhistische landen voor controverse gezorgd omdat sommige tatoeages werden gezet door westerlingen die de traditionele gebruiken niet volgde met betrekking tot het respectvol weergeven van afbeeldingen van Boeddha's of goden.
Het jodendom verbiedt in het algemeen tatoeages onder zijn aanhangers op basis van de geboden in Leviticus (Leviticus 19 vers 28). Joden hebben de neiging om te geloven dat dit gebod alleen geldt voor joden en niet voor heidenen.
Er is geen specifieke regel in het Nieuwe Testament dat het christendom tatoeages verbiedt en de meeste christelijke denominaties geloven dat de wetten in Leviticus alleen op de Israëlieten (Joden) van toepassing is, niet op de heidenen. Terwijl de meeste christelijke stromingen tatoeages tolereren, geloven sommige evangelische en protestantse denominaties wel dat het gebod vandaag van toepassing is op christenen en geloven dat het een zonde is om er één te zetten.
Veel koptische christenen in Egypte nemen een kruistatoeage in hun rechterpols om zich te onderscheiden van de moslims.
De meeste stromingen in de islam verbieden tatoeages, gebaseerd op uitspraken van geleerden en profetische overleveringen. Binnen het sjiisme zijn er enkele ayatollah's die het toestaan, zoals Ali al-Sistani en Ali Khamenei uit Iran. Zij vinden dat het makruh (afgeraden) is.

## Houding van werkgevers
Sommige werkgevers verlangen van werknemers met representatieve taken dat tatoeages daarbij niet zichtbaar zijn. Het is echter wettelijk verboden voor een werkgever om door tattoeages een werknemer te weigeren. Vaak beroept een werkgever zich op het zogeheten instructierecht, waarbij er eisen kunnen worden gesteld aan het uiterlijk van de werknemer omwille representativiteit. Dit is volgens de rechtbank echter een inbreuk op de persoonlijke levenssfeer van de werknemer en mag daarom niet onder het instructierecht vallen.

## Regulering

### Europese Unie
Het gebruik van tatoe-inkten met isopropanol is vanaf 4 januari 2022 in de EU verboden, op grond van de REACH-regulering.

### Nederland
Het Warenwetbesluit tatoeëren en piercen regelt het tatoeëren, gedefinieerd als een huidpenetrerende handeling waarmee een kleurstof of pigment intradermaal wordt geïnjecteerd. Een ondernemer moet voor het tatoeëren over een vergunning beschikken.

### België
Het Koninklijk besluit van 25 november 2005 regelt tatoeages en piercings. Behalve de oorpiercing mogen deze enkel aangebracht worden door een bevoegd persoon, in een – permanente of tijdelijke – ruimte die aan de normen beantwoordt. Klanten moeten hun geïnformeerde toestemming geven.